# Eucalyptus capitellata
Eucalyptus capitellata är en myrtenväxtart som beskrevs av James Edward Smith. Eucalyptus capitellata ingår i släktet Eucalyptus och familjen myrtenväxter. Inga underarter finns listade i Catalogue of Life.

## Bildgalleri

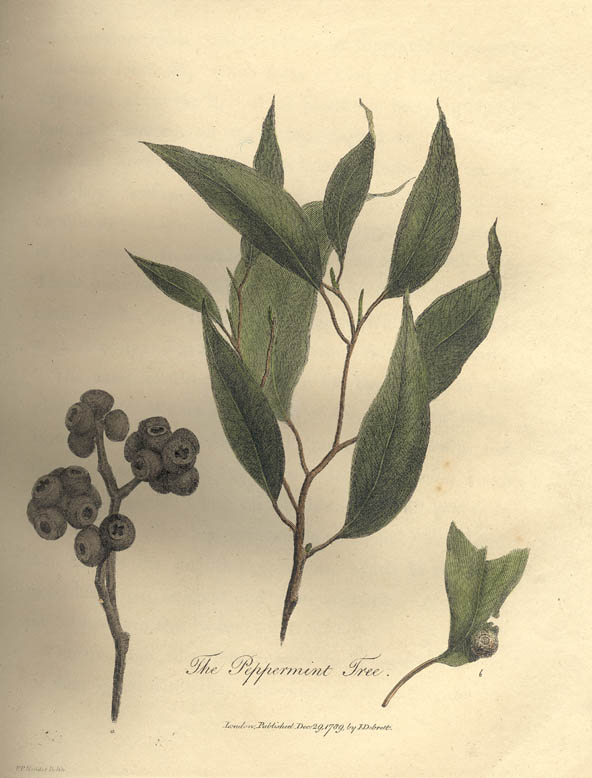